# Пенцішево
Пенцішево (пол. Pęciszewo) — село в Польщі, у гміні Бранево Браневського повіту Вармінсько-Мазурського воєводства.
Населення — 31 осіб (2011).
На 90% село заселене українською меншиною, яку в червні 1947 року переселено в рамах операції «Вісла» з території південно-східної Польщі.
У 1975-1998 роках село належало до Ельблонзького воєводства.
У Пенцішеві знаходяться: Греко-католицька Церква св. Володимира і Ольги, при якій діє парафія св. Володимира та Ольги (адреса Peciszewo, 24), яка заснована в 2002 р. В 2019 р. парафія відмічала 25 років.
В селі також збереглися залишки німецького євангельського костела з XVI ст.

## Демографія
Демографічна структура станом на 31 березня 2011 року:
|          | Загалом | Допрацездатний вік | Працездатний вік | Постпрацездатний вік |
| -------- | ------- | ------------------ | ---------------- | -------------------- |
| Чоловіки | 42      | 9                  | 28               | 5                    |
| Жінки    | 38      | 10                 | 20               | 8                    |
| Разом    | 80      | 19                 | 48               | 13                   |